# Bauer Group
Pour les articles homonymes, voir Bauer.
Bauer Group est une entreprise allemande de construction qui faisait partie du MDAX.

## Chantiers et réalisations
- Louvre Abou Dabi
- Moscow International Business Centre

## Filiales
- BAUER Spezialtiefbau GmbH
- SCHACHTBAU NORDHAUSEN GmbH
- SPESA Spezialbau und Sanierung GmbH
- WÖHR + BAUER GmbH
- BAUER Maschinen GmbH
- ABS Trenchless GmbH
- EURODRILL GmbH
- FAMBO Sweden AB
- HAUSHERR System Bohrtechnik GmbH
- KLEMM Bohrtechnik GmbH
- MAT Mischanlagentechnik GmbH
- PILECO, Inc
- PRAKLA Bohrtechnik GmbH
- RTG Rammtechnik GmbH
- TracMec Srl.
- BAUER Resources GmbH
- BAUER Umwelt GmbH
- FWS Filter- und Wassertechnik GmbH
- German Water and Energy Gruppe
- MBS Mineral Bulk Sampling
- HydroGeoConsult
- Esau & Hueber GmbH
- Foralith AG
- SITE Group